# Toxoproctis cincta
Toxoproctis cincta är en fjärilsart som beskrevs av Swinhoe 1906. Toxoproctis cincta ingår i släktet Toxoproctis och familjen tofsspinnare. Inga underarter finns listade i Catalogue of Life.